# Jerzy Jarocki
Jerzy Jarocki (* 11. Mai 1929 in Warschau; † 10. Oktober 2012 ebenda) war ein polnischer Theaterregisseur.

## Leben
Jarocki schloss 1952 sein Schauspielstudium an der Krakauer Theaterschule ab. Er studierte dann Theaterregie am Staatlichen Theaterinstitut GITIS in Moskau. 1957 debütierte er in Katowice mit der Groteske Der Ball der Mannequins von Bruno Jasieński. In Katowice arbeitete er bis zum Ende der Spielzeit 1961/62 und realisierte dort vor allem zeitgenössische Stücke.
Von 1962 bis 1998 war Jarocki Hausregisseur am Alten Theater (Stary Teatr) in Krakau. Er inszenierte hier unter anderem Werke von Tadeusz Różewicz und Jerzy Radziwiłowicz, aber auch Calderóns Das Leben ein Traum (1983) und Goethes Faust (1997). Daneben gab Jarocki, der seit 1966 Professor an der Theaterhochschule Krakau war, zahlreiche Gastspiele wie 1982 bei den Berliner Festwochen, ferner in Amsterdam, Belgrad, Novi Sad, Wuppertal und Zürich. 
Seine erfolgreichsten Premieren der 1990er Jahre entstanden am Polnischen Theater (Teatr Polski) in Breslau (Wroclaw). Dazu gehörten Die Falle von Różewicz (1992), Platonow (1993) und Onkel Wanja (2000) von Tschechow sowie Kleists Das Käthchen von Heilbronn (1994). Zusammen mit Krzysztof Penderecki erstellte er das deutschsprachige Libretto zu dessen Opera buffa Ubu Rex von 1991.
Jarocki war ein eher intellektbezogener Regisseur, der seinen Bühnenvisionen Vorrang einräumte und nicht an die romantische Tradition des polnischen Theaters anknüpfte.

## Auszeichnungen
- Ehrendoktorwürde der Jagiellonen-Universität Krakau (2000)